# Castelldans
Castelldans là một đô thị trong tỉnh Lleida, cộng đồng tự trị Cataluña Tây Ban Nha. Đô thị Castelldans có diện tích là 65,07 ki-lô-mét vuông, dân số năm 2009 là 1009 người với mật độ 15,51 người/km². Đô thị Castelldans có cự ly km so với tỉnh lỵ Lleida.